# 迈松蓬蒂约
迈松蓬蒂约（法語：Maison-Ponthieu）是法国上法兰西大区索姆省的一个市镇，属于阿布维尔区和吕县。该市镇2009年时的人口为274人。

## 人口
迈松蓬蒂约人口变化图示
| 数据来源：INSEE |